# Master of Puppets

Metallica „Master of Puppets“ Wandgemälde an der 8A Great Eastern St, London

Master of Puppets (englisch für: „Meister der Marionetten“ oder „Puppenspieler“) ist das dritte Studioalbum der US-amerikanischen Metal-Band Metallica. Es wurde am 3. März 1986 von Elektra Records veröffentlicht und gilt als Meilenstein des Thrash Metals. Master of Puppets war das letzte Album, das Metallica mit Cliff Burton am Bass aufnahm. Burton starb noch im selben Jahr bei einem Busunfall in Schweden während einer Tournee. Master of Puppets wird als eines der besten Metal-Alben angesehen und wurde 2016 in das National Recording Registry der Library of Congress aufgenommen.

## Inhalt
Aufhänger des Albums ist eine Metapher von Menschen an Marionettenschnüren. Mit diesem Sujet werden Menschen thematisiert, die nicht mehr Herr ihrer eigenen Handlungen sind, sondern von einem „Meister“ gesteuert werden (vgl. Titel Master of Puppets). Viele Lieder des Albums handeln von Zwängen, die Menschen kontrollieren; jedes dieser Stücke stellt also einen dieser „Herrn der Marionetten“ dar: Die Wut wird im Lied Battery (deutsch: ‚Schlägerei‘ oder ‚Körperverletzung‘) behandelt – es beginnt mit einer akustischen, ruhigen Gitarre, um dann ganz abrupt zu einem schnellen Thrash-Metal-Stück zu werden. Der Titel ist außerdem eine indirekte Hommage an den Old Waldorf Club in der Battery Street in San Francisco, in dem Metallica seine ersten Auftritte hatte. Zentrale Themen des Albums sind unter anderem Abhängigkeit (insbesondere von Drogen) in Master of Puppets, Geisteskrankheit in Welcome Home (Sanitarium) und Religion in Leper Messiah (deutsch: ‚Aussätziger Messias‘).
Zusätzlich wird die Verwendung von Soldaten als „Kanonenfutter“ im Lied Disposable Heroes (deutsch: ‚Wegwerf-Helden‘) dargestellt. Auch der Bezug zum Cthulhu-Mythos im Stück The Thing That Should Not Be erinnert an Kult-Anhänger, also Menschen mit eingeschränktem eigenen Willen (als Vorlage diente das Buch Schatten über Innsmouth von H. P. Lovecraft). Auch Orion, der Jäger in der griechischen Mythologie, stellt einen Charakter dar, dessen Leben von anderen bestimmt wurde. Der Name Orion wurde von Metallica aber gewählt, weil die Musik sie ans Weltall erinnerte. Das letzte Stück des Albums, Damage, Inc., zerschneidet durch seine Unkonformität die „Puppenschnüre“ zum „Herrn“.

## Musikstil und Aufbau
Master of Puppets stellt nicht nur von seinem Erscheinungszeitpunkt ein zentrales Album des frühen Metal dar. Es zeigt zu seiner Zeit neue (heutzutage schon übliche) Ansätze zur Komposition und Durchführung von Speed- bzw. Thrash-Metal. Außerdem ist es das letzte Album unter der „klassischen“ Besetzung der Band.
Die Musik des Albums ist sehr typisch für die frühe Metallica-Phase. Trotz seiner Thrash-Metal-Elemente ist Master of Puppets „kein echtes Thrash-Album“ mehr; laut dem Anthrax-Gitarristen Scott Ian hat die Band damit „die Genregrenzen erweitert“ und „damit etwas erschaffen, das viel größer war als Thrash Metal“. Damit entfernte die Band sich jedoch stark vom extremen Metal-Untergrund: Jon „Metalion“ Kristiansen, Herausgeber des Slayer-Fanzines, empfand Master of Puppets Ende 1986 im Vergleich zu den Untergrund-Bands in seinem Umfeld als enttäuschend; er schreibt jedoch im Buch Metalion: The Slayer Mag Diaries, er sei inzwischen älter und klüger und würde das Album inzwischen vermutlich eher mögen. Insbesondere die Lieder Welcome Home (Sanitarium), Battery und das Titellied Master of Puppets gelten als Klassiker des Thrash Metal.
Die Band orientierte sich streng am dramaturgischen Album-Schema der erfolgreichen Vorläuferplatte Ride the Lightning. So lässt sich beinahe durchgängig jedem Stück der 1984er-Platte ein stilistisch entsprechendes Stück von Master of Puppets zuordnen: Beide Alben starten – nach einem auf akustischen Gitarren gezupftem Intro – mit einem brachialen Thrash-Metal-Opener (Fight Fire with Fire bzw. Battery) für das passionierte Headbanger-Auditorium, bevor das im mid-tempo gehaltene, längere LP-Titelstück erklingt und das Album im eigentlichen Sinne einleitet. Die A-Seite schließt in beiden Fällen mit einer episch ausladenden Ballade: Fade to Black bzw. Welcome Home (Sanitarium). Die B-Seite setzt routiniert mit gemäßigtem Speed Metal ein (Trapped Under Ice bzw. Disposable Heroes). Hier gibt es zudem ein langes Instrumentalstück, jeweils bestehend aus mehreren Sätzen (The Call of Ktulu bzw. Orion). Lediglich am Schluss haben sich Metallica 1986 eine Neuerung erlaubt, nämlich die LP mit einem schnellen Lied zu beenden: Damage, Inc.

## Covergestaltung
Das Cover des Albums zeigt einen Friedhof mit weißen Grabkreuzen vor einer tiefstehenden Sonne. Am linken Bildrand ist ein Stahlhelm zu sehen, der am Querbalken eines der Kreuze hängt. Am mittleren Kreuz hängt eine Erkennungsmarke, wie sie in der US-Armee Verwendung findet. Diese militärischen Attribute charakterisieren das Gräberfeld als Soldatenfriedhof. Aus den Gräbern führen Fäden nach oben zu den Händen eines Puppenspielers. Dazwischen schwebt das Metallica-Logo, dargestellt aus Marmorblöcken (ähnlich den Grabkreuzen). Gezeichnet wurde es von Don Brautigam. Inspiriert wurde das Cover von Taken by Force, dem fünften Album der deutschen Rockband Scorpions. Auf einem Band-Foto auf der Rückseite der Albumhülle trägt der Gitarrist Kirk Hammett unter einer schwarzen Weste ein rotes T-Shirt des deutschen Musikclubs Rockfabrik, der im baden-württembergischen Ludwigsburg ansässig ist.

## Titelliste
1. Battery (Hetfield, Ulrich) – 5:12
2. Master of Puppets (Burton, Hammett, Hetfield, Ulrich) – 8:36
3. The Thing That Should Not Be (Hammett, Hetfield, Ulrich) – 6:36
4. Welcome Home (Sanitarium) (Hammett, Hetfield, Ulrich) – 6:27
5. Disposable Heroes (Hammett, Hetfield, Ulrich) – 8:16
6. Leper Messiah (Hetfield, Ulrich) – 5:40
7. Orion (Instrumental) (Burton, Hetfield, Ulrich) – 8:27
8. Damage, Inc. (Burton, Hammett, Hetfield, Ulrich) – 5:32

## Kritiken
Auf dem Festival Rock am Ring wurde am 3. Juni 2006 während der Escape from the Studio '06-Tour zum ersten Mal die ganze Titelliste des Albums gespielt. Dies geschah zum 20. Geburtstag des Albums und zu Ehren und zur Erinnerung an Cliff Burton. Im Zuge dessen wurde das Instrumentalstück Orion zum ersten Mal in seiner Gesamtheit dargeboten (nachdem bei zwei Konzerten im Jahr 2005 lediglich die erste Hälfte gespielt wurde und zuvor sonst nur einige Fragmente als Gitarren-/Bass-Soli verwendet worden waren). Auf den folgenden Konzerten der Tour (außer der letzten Show in Seoul/Südkorea am 15. August) wurde ebenfalls die ganze Titelliste gespielt.
Das Musikmagazin Rolling Stone führt auf seiner Liste der 500 besten Alben aller Zeiten Master of Puppets als bestes Album der Band auf Position 167 noch vor Metallica (#255). Bei der Wahl der 500 besten Hard-Rock- und Heavy-Metal-Alben aller Zeiten der renommierten deutschen Musikzeitschrift Rock Hard landete Master of Puppets auf dem zweiten Platz (hinter Back in Black von AC/DC und unmittelbar gefolgt von dem Metallica-Album Ride the Lightning auf Platz 3). Wolf-Rüdiger Mühlmann vom Rock Hard zufolge hat die Band „nach ‚Master of Puppets‘ kein einziges Ausnahmealbum veröffentlicht“. Am 3. Oktober 2007 erreichte das Album bei der WDR-2-Aktion WDR 200 den 47. Platz der wichtigsten Alben der Rock-Geschichte.
Das Online-Magazin laut.de bewertete Master of Puppets in seiner Kolumne Meilensteine rückblickend mit fünf von fünf möglichen Punkten und bezeichnete das Album als „Metal-Epos für die Ewigkeit“.
2016 wurde das Album in das National Recording Registry der Library of Congress aufgenommen, da es als „kulturell, historisch oder ästhetisch bedeutsam“ eingeschätzt wird.
In der 2024 vom deutschen Metal Hammer herausgegebenen Liste Die 500 besten Metal-Alben aller Zeiten belegte Master of Puppets Platz eins.

## Kommerzieller Erfolg

### Chartplatzierungen
Master of Puppets stieg am 17. März 1986 auf Platz 40 in die deutschen Charts ein und erreichte zwei Wochen später mit Rang 31 die Höchstposition. Nach Wiederveröffentlichung einer Remastered-Version im Jahr 2017 erreichte es Platz zwölf und im Jahr 2024 Rang vier. In den Vereinigten Staaten belegte das Album Platz 29 und konnte sich insgesamt 147 Wochen in den Top 200 halten. Besonders erfolgreich war das Album in Finnland, wo es Position sieben erreichte.
| ChartsChartplatzierungen       | Höchstplatzierung | Wochen |
| ------------------------------ | ----------------- | ------ |
| Deutschland (GfK)              | 4 (11 Wo.)        | 11     |
| Österreich (Ö3)                | 10 (3 Wo.)        | 3      |
| Schweiz (IFPI)                 | 17 (8 Wo.)        | 8      |
| Vereinigte Staaten (Billboard) | 29 (147 Wo.)      | 147    |
| Vereinigtes Königreich (OCC)   | 41 (8 Wo.)        | 8      |

### Auszeichnungen für Musikverkäufe
Master of Puppets erhielt im Jahr 2025 für mehr als acht Millionen verkaufte Einheiten in den Vereinigten Staaten eine achtfache Platin-Schallplatte.
| Land/Region                  | Auszeichnungen für Musikverkäufe (Land/Region, Auszeichnung, Verkäufe) | Verkäufe  |
| ---------------------------- | ---------------------------------------------------------------------- | --------- |
| Argentinien (CAPIF)          | Platin                                                                 | 60.000    |
| Australien (ARIA)            | 3× Platin                                                              | 210.000   |
| Belgien (BRMA)               | Gold                                                                   | 25.000    |
| Deutschland (BVMI)           | Platin                                                                 | 500.000   |
| Finnland (IFPI)              | Platin                                                                 | 57.647    |
| Italien (FIMI)               | Gold                                                                   | 25.000    |
| Kanada (MC)                  | 6× Platin                                                              | 600.000   |
| Neuseeland (RMNZ)            | Platin                                                                 | 15.000    |
| Polen (ZPAV)                 | Platin                                                                 | 20.000    |
| Vereinigte Staaten (RIAA)    | 8× Platin                                                              | 8.000.000 |
| Vereinigtes Königreich (BPI) | Platin                                                                 | 300.000   |
| Insgesamt                    | 2× Gold · 23× Platin ·                                                 | 9.812.647 |

Hauptartikel: Metallica/Auszeichnungen für Musikverkäufe

## Coverversionen
Die Progressive-Metal-Band Dream Theater spielte das ganze Album auf ihrer Welttournee 2002 als Zugabe live und veröffentlichte einen Mitschnitt des Auftritts.
Das englische Metal-Magazin Kerrang würdigte das 20. Jubiläum von Master of Puppets mit einer im Heft Nr. 1102 beigelegten CD, auf der jedes Lied von Master of Puppets von einer anderen berühmten Metalband zu Ehren Metallicas gecovert wurde. So steuerte diesem Album Master of Puppets: Remastered beispielsweise Machine Head den Titel Battery bei, Trivium spielte Master of Puppets neu ein und Bullet for My Valentine Welcome Home (Sanitarium). Ebenso spielte die Band Limp Bizkit selbiges Lied live unter der Anwesenheit der kompletten Band auf dem MTV Icon vom 5. Juni 2003.
Battery wurde auch von der Deutschen A-cappella-Metal-Band Van Canto auf ihrem 2006er Album A Storm to Come gecovert; auf ihrem 2010er Album Tribe Of Force findet sich ein Cover des Titellieds Master of Puppets. Weiterhin veröffentlichte Machine Head auf ihrem 2007 erschienenen Album The Blackening noch einmal das Lied Battery, ebenso wie die Folk-Metal-Band Ensiferum auf der Special-Edition ihres 2007 erschienenen Albums, Victory Songs. Der Folk-Gitarrist Michael Völkel veröffentlichte auf seinem Album Landscapes eine Instrumentalversion des Songs Master of Puppets für akustische Gitarre solo.

## Trivia
2002 wurde die neu entdeckte parasitäre Wespenart Metallichneumon neurospastarchus nach dem Titelsong des Albums benannt, deren Namensteil neurospastarchus die altgriechische Übersetzung von Master of Puppets ist.

## Mitwirkende
- Musiker/Produzenten: siehe Tabelle
- Illustrationen: Don Brautigam
- Fotografie: Rob Ellis, Ross Halfin
- Remastering: George Marino
- Produktion, Tontechnik: Flemming Rasmussen
- Abmischung: Michael Wagener